# Phạm Hồng Chương
Phạm Hồng Chương (sinh năm 1963) là một tướng lĩnh Quân đội nhân dân Việt Nam, hàm Trung tướng. Ông nguyên là Phó Bí thư Đảng ủy, Tư lệnh Quân khu 2, Bộ Quốc phòng.

## Thân thế binh nghiệp
Trung tướng Phạm Hồng Chương sinh năm 1964, quê quán: xã Phương Lĩnh, huyện Thanh Ba, tỉnh Phú Thọ.
Trước năm 2014, ông giữ chức vụ: Phó Chỉ huy trưởng kiêm Tham mưu trưởng Bộ chỉ huy quân sự tỉnh Phú Thọ.
Tháng 07 năm 2014, ông được Bộ trưởng Bộ Quốc phòng bổ nhiệm làm Ủy viên Ban thường vụ Tỉnh ủy, Chỉ huy trưởng Bộ chỉ huy quân sự tỉnh Yên Bái thay cho Thiếu tướng Lê Xuân Duy.
Tháng 12 năm 2017, Thực hiện Quyết định của Bộ trưởng Bộ Quốc phòng về việc điều động, bổ nhiệm cán bộ cao cấp trong Quân đội, Đại tá Phạm Hồng Chương - Ủy viên Ban thường vụ Tỉnh ủy, nguyên Chỉ huy trưởng Bộ Chỉ huy quân sự (CHQS) tỉnh Yên Bái được bổ nhiệm giữ chức vụ Phó Tham mưu trưởng Quân khu 2
Tháng 4 năm 2019, Đại tá Phạm Hồng Chương, Phó tham mưu trưởng Quân khu 2 đã được Thủ tướng Chính phủ ký quyết định bổ nhiệm giữ chức vụ Phó Tư lệnh kiêm Tham mưu trưởng Quân khu 2, đồng thời được Chủ tịch nước ký quyết định thăng quân hàm Thiếu tướng.
Ngày 15 tháng 9 năm 2019, ông được Thủ tướng Chính phủ Việt Nam Nguyễn Xuân Phúc bổ nhiệm giữ chức vụ Tư lệnh Quân khu 2.
Sáng ngày 29 tháng 9 năm 2019, dưới sự chủ trì của Đại tướng Ngô Xuân Lịch, Đảng ủy Bộ Tư lệnh Quân khu 2 tổ chức Hội nghị bàn giao chức vụ Tư lệnh Quân khu. Thực hiện Quyết định của Thủ tướng Chính phủ, Trung tướng Phùng Sĩ Tấn, Tư lệnh Quân khu được điều động, bổ nhiệm giữ chức vụ Phó Tổng tham mưu trưởng Quân đội nhân dân Việt Nam; Thiếu tướng Phạm Hồng Chương, Phó Tư lệnh, Tham mưu trưởng Quân khu được bổ nhiệm giữ chức vụ Tư lệnh Quân khu. Tại Hội nghị, trước sự chứng kiến của Bộ trưởng Bộ Quốc phòng, Trung tướng Phùng Sĩ Tấn và Thiếu tướng Phạm Hồng Chương đã ký biên bản bàn giao chức vụ Tư lệnh Quân khu.
Năm 2023, Ông được Chủ tịch nước Cộng hòa xã hội chủ nghĩa Việt Nam thăng quân hàm từ Thiếu tướng lên Trung tướng.

## Lịch sử thụ phong quân hàm
| Năm thụ phong | 2019        | 2023        |
| ------------- | ----------- | ----------- |
| Quân hàm      |             |             |
| Danh Xưng     | Thiếu tướng | Trung tướng |